# Clubiona leptosa
Clubiona leptosa är en spindelart som beskrevs av Zhang et al. 1997. Clubiona leptosa ingår i släktet Clubiona och familjen säckspindlar. Inga underarter finns listade i Catalogue of Life.